# Polvorí de Montjuïc
El Polvorí de Montjuïc és un edifici construït a la muntanya de Montjuïc a la ciutat de Barcelona a Catalunya. Juntament amb el proper cos de guàrdia estan protegits com a bé cultural d'interès local.
El polvorí i els cos de guàrdia eren construccions auxiliars del Castell de Montjuïc, i així formaven part del conjunt d'instal·lacions militars que l'exèrcit espanyol va erigir després de la Guerra de Successió Espanyola per controlar la ciutat.
Els edificis, si bé són de caràcter militar, tenen en comú una retirada amb les nostres masies. Damunt un dels portals del pavelló principal, hi ha un escut borbònic amb la data 1733. El conjunt del Polvorí està encerclat per una muralla amb espitlleres i torretes de sentinella.
Situat al costat oest de la muntanya de Montjuïc, l'edifici de l'antic polvorí dona nom al barri del Polvorí que l'envolta, va ser construït el 1773 segons la inscripció sobre la porta principal. Construït en pedra amb planta rectangular de 40m × 15m té una sola planta sustentada per sis columnes interiors i contraforts exteriors. Un mur exterior envolta el seu perímetre.
Aquest conjunt militar fou restaurat l'any 1849. Actualment està totalment fora de servei. La veu popular diu, que, des del Polvorí, existeix una mina subterrània que comunica amb el castell de Montjuïc.
Després d'anys d'abandonament i degradació, l'edifici, propietat de l'Ajuntament de Barcelona, va ser rehabilitat el 2005 i, actualment, acull en règim de cessió la companyia teatral Teatro de los Sentidos d'Enrique Vargas.